# アイダホ州の都市圏の一覧

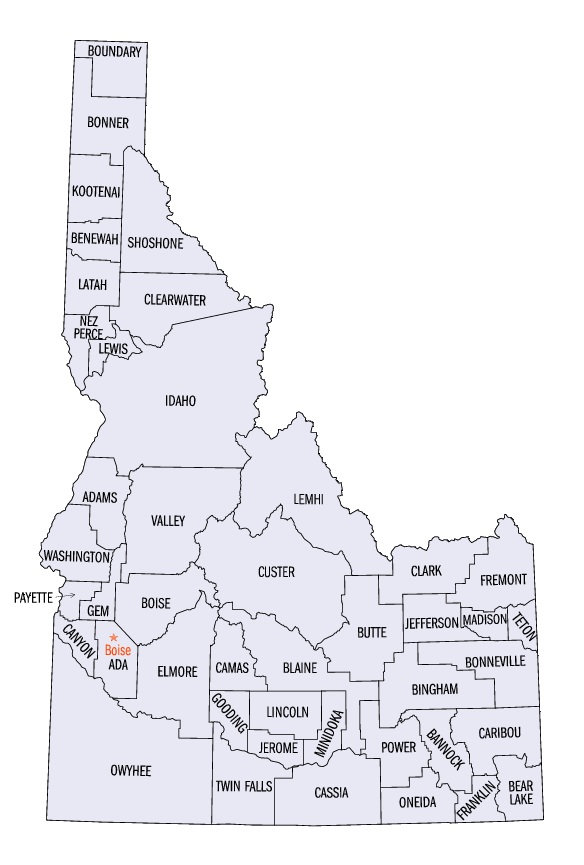
アイダホ州の44郡を示す地図

本項目はアイダホ州の都市圏の一覧（アイダホしゅうのとしけんのいちらん）である。
アメリカ合衆国国勢調査局は、アイダホ州に合同統計地域（CSA/広域都市圏）5ヶ所、大都市統計地域（MSA/都市圏）7ヶ所、および小都市統計地域（μSA/小都市圏）10ヶ所を定義している。下表には、左列より以下の情報を示す。
- 合同統計地域（定義されている場合）の名称
- 合同統計地域の人口
- コアベース統計地域（大都市統計地域および小都市統計地域）の名称
- コアベース統計地域の人口
- 各統計地域に含まれる郡の名称
- 各統計地域に含まれる郡の人口

なお、下表においては、アイダホ州と他州にまたがる合同統計地域およびコアベース統計地域については、名称と統計地域の総人口を青緑色で、アイダホ州内の人口を黒色でそれぞれ示す。また、他州のコアベース統計地域および郡については、その名称と人口を緑色でそれぞれ示す。
下表における人口の数値はすべて2020年に行われた国勢調査時のものである。また、合同統計地域、コアベース統計地域（大都市統計地域・小都市統計地域）のいずれも、2023年7月21日時点での定義に従う。
| 合同統計地域                                                 | 人口            | コアベース統計地域                 | 人口           | 郡                           | 人口      |
| ------------------------------------------------------------ | --------------- | ---------------------------------- | -------------- | ---------------------------- | --------- |
| ボイシ市・マウンテンホーム・オンタリオ広域都市圏             | 850,341 818,770 | ボイシ市都市圏                     | 764,718        | エイダ郡                     | 494,967   |
| ボイシ市・マウンテンホーム・オンタリオ広域都市圏             | 850,341 818,770 | ボイシ市都市圏                     | 764,718        | キャニオン郡                 | 231,105   |
| ボイシ市・マウンテンホーム・オンタリオ広域都市圏             | 850,341 818,770 | ボイシ市都市圏                     | 764,718        | ジェム郡                     | 19,123    |
| ボイシ市・マウンテンホーム・オンタリオ広域都市圏             | 850,341 818,770 | ボイシ市都市圏                     | 764,718        | オワイヒー郡                 | 11,913    |
| ボイシ市・マウンテンホーム・オンタリオ広域都市圏             | 850,341 818,770 | ボイシ市都市圏                     | 764,718        | ボイシ郡                     | 7,610     |
| ボイシ市・マウンテンホーム・オンタリオ広域都市圏             | 850,341 818,770 | オンタリオ小都市圏                 | 56,957 25,386  | オレゴン州マルヒュア郡       | 31,571    |
| ボイシ市・マウンテンホーム・オンタリオ広域都市圏             | 850,341 818,770 | オンタリオ小都市圏                 | 56,957 25,386  | ペイエット郡                 | 25,386    |
| ボイシ市・マウンテンホーム・オンタリオ広域都市圏             | 850,341 818,770 | マウンテンホーム小都市圏           | 28,666         | エルモア郡                   | 28,666    |
| アイダホフォールズ・レックスバーグ・ブラックフット広域都市圏 | 271,722         | アイダホフォールズ都市圏           | 157,429        | ボンネビル郡                 | 123,964   |
| アイダホフォールズ・レックスバーグ・ブラックフット広域都市圏 | 271,722         | アイダホフォールズ都市圏           | 157,429        | ジェファーソン郡             | 30,891    |
| アイダホフォールズ・レックスバーグ・ブラックフット広域都市圏 | 271,722         | アイダホフォールズ都市圏           | 157,429        | ビュート郡                   | 2,574     |
| アイダホフォールズ・レックスバーグ・ブラックフット広域都市圏 | 271,722         | レックスバーグ小都市圏             | 66,301         | マディソン郡                 | 52,913    |
| アイダホフォールズ・レックスバーグ・ブラックフット広域都市圏 | 271,722         | レックスバーグ小都市圏             | 66,301         | フレモント郡                 | 13,388    |
| アイダホフォールズ・レックスバーグ・ブラックフット広域都市圏 | 271,722         | ブラックフット小都市圏             | 47,992         | ビンガム郡                   | 47,992    |
| スポケーン・スポケーンバレー・コー・ダリーン広域都市圏       | 757,146 171,362 | スポケーン・スポケーンバレー都市圏 | 585,784        | ワシントン州スポケーン郡     | 539,339   |
| スポケーン・スポケーンバレー・コー・ダリーン広域都市圏       | 757,146 171,362 | スポケーン・スポケーンバレー都市圏 | 585,784        | ワシントン州スティーブンス郡 | 46,445    |
| スポケーン・スポケーンバレー・コー・ダリーン広域都市圏       | 757,146 171,362 | コー・ダリーン都市圏               | 171,362        | クートニー郡                 | 171,362   |
|                                                              |                 | ツインフォールズ都市圏             | 114,283        | ツインフォールズ郡           | 90,046    |
| ジェローム郡                                                 | 24,237          | ツインフォールズ都市圏             | 114,283        |                              |           |
|                                                              |                 | ポカテッロ都市圏                   | 87,018         | バノック郡                   | 87,018    |
|                                                              |                 | サンドポイント小都市圏             | 47,110         | ボナー郡                     | 47,110    |
|                                                              |                 | バーレイ小都市圏                   | 46,268         | カシア郡                     | 24,655    |
| ミニドカ郡                                                   | 21,613          | バーレイ小都市圏                   | 46,268         |                              |           |
|                                                              |                 | ルイストン都市圏                   | 64,375 42,090  | ネズパース郡                 | 42,090    |
| ワシントン州アソティン郡                                     | 22,285          | ルイストン都市圏                   | 64,375 42,090  |                              |           |
| プルマン・モスコー広域都市圏                                 | 87,490 39,517   | プルマン小都市圏                   | 47,973         | ワシントン州ウィットマン郡   | 47,973    |
| プルマン・モスコー広域都市圏                                 | 87,490 39,517   | モスコー小都市圏                   | 39,517         | レイタ郡                     | 39,517    |
|                                                              |                 | ヘイリー小都市圏                   | 30,476         | ブレイン郡                   | 24,272    |
| リンカーン郡                                                 | 5,127           | ヘイリー小都市圏                   | 30,476         |                              |           |
| キャマス郡                                                   | 1,077           | ヘイリー小都市圏                   | 30,476         |                              |           |
|                                                              |                 | ローガン都市圏                     | 147,348 14,194 | ユタ州キャッシュ郡           | 133,154   |
| フランクリン郡                                               | 14,194          | ローガン都市圏                     | 147,348 14,194 |                              |           |
|                                                              |                 | ジャクソン小都市圏                 | 34,961 11,630  | ワイオミング州ティトン郡     | 23,331    |
| ティトン郡                                                   | 11,630          | ジャクソン小都市圏                 | 34,961 11,630  |                              |           |
| ソルトレイクシティ・プロボ・オーレム広域都市圏               | 2,705,153 4,564 | ソルトレイクシティ・マレー都市圏   | 1,257,936      | ユタ州ソルトレイク郡         | 1,185,238 |
| ソルトレイクシティ・プロボ・オーレム広域都市圏               | 2,705,153 4,564 | ソルトレイクシティ・マレー都市圏   | 1,257,936      | ユタ州トゥーイル郡           | 72,698    |
| ソルトレイクシティ・プロボ・オーレム広域都市圏               | 2,705,153 4,564 | プロボ・オーレム・リーハイ都市圏   | 671,185        | ユタ州ユタ郡                 | 659,399   |
| ソルトレイクシティ・プロボ・オーレム広域都市圏               | 2,705,153 4,564 | プロボ・オーレム・リーハイ都市圏   | 671,185        | ユタ州ジューアブ郡           | 11,786    |
| ソルトレイクシティ・プロボ・オーレム広域都市圏               | 2,705,153 4,564 | オグデン都市圏                     | 637,197        | ユタ州デービス郡             | 362,679   |
| ソルトレイクシティ・プロボ・オーレム広域都市圏               | 2,705,153 4,564 | オグデン都市圏                     | 637,197        | ユタ州ウィーバー郡           | 262,223   |
| ソルトレイクシティ・プロボ・オーレム広域都市圏               | 2,705,153 4,564 | オグデン都市圏                     | 637,197        | ユタ州モーガン郡             | 12,295    |
| ソルトレイクシティ・プロボ・オーレム広域都市圏               | 2,705,153 4,564 | ヘバー小都市圏                     | 77,145         | ユタ州サミット郡             | 42,357    |
| ソルトレイクシティ・プロボ・オーレム広域都市圏               | 2,705,153 4,564 | ヘバー小都市圏                     | 77,145         | ユタ州ワサッチ郡             | 34,788    |
| ソルトレイクシティ・プロボ・オーレム広域都市圏               | 2,705,153 4,564 | ブリガムシティ小都市圏             | 62,230 4,564   | ユタ州ボックスエルダー郡     | 57,666    |
| ソルトレイクシティ・プロボ・オーレム広域都市圏               | 2,705,153 4,564 | ブリガムシティ小都市圏             | 62,230 4,564   | オナイダ郡                   | 4,564     |
| （設定無し）                                                 | （設定無し）    | （設定無し）                       | （設定無し）   | アイダホ郡                   | 16,541    |
| （設定無し）                                                 | （設定無し）    | （設定無し）                       | （設定無し）   | グッディング郡               | 15,598    |
| （設定無し）                                                 | （設定無し）    | （設定無し）                       | （設定無し）   | ショショーニ郡               | 13,169    |
| （設定無し）                                                 | （設定無し）    | （設定無し）                       | （設定無し）   | バウンダリー郡               | 12,056    |
| （設定無し）                                                 | （設定無し）    | （設定無し）                       | （設定無し）   | バレー郡                     | 11,746    |
| （設定無し）                                                 | （設定無し）    | （設定無し）                       | （設定無し）   | ワシントン郡                 | 10,500    |
| （設定無し）                                                 | （設定無し）    | （設定無し）                       | （設定無し）   | ベネワ郡                     | 9,530     |
| （設定無し）                                                 | （設定無し）    | （設定無し）                       | （設定無し）   | クリアウォーター郡           | 8,734     |
| （設定無し）                                                 | （設定無し）    | （設定無し）                       | （設定無し）   | レムヒ郡                     | 7,974     |
| （設定無し）                                                 | （設定無し）    | （設定無し）                       | （設定無し）   | パワー郡                     | 7,878     |
| （設定無し）                                                 | （設定無し）    | （設定無し）                       | （設定無し）   | カリブー郡                   | 7,027     |
| （設定無し）                                                 | （設定無し）    | （設定無し）                       | （設定無し）   | ベアレイク郡                 | 6,372     |
| （設定無し）                                                 | （設定無し）    | （設定無し）                       | （設定無し）   | アダムズ郡                   | 4,379     |
| （設定無し）                                                 | （設定無し）    | （設定無し）                       | （設定無し）   | カスター郡                   | 4,275     |
| （設定無し）                                                 | （設定無し）    | （設定無し）                       | （設定無し）   | ルイス郡                     | 3,533     |
| （設定無し）                                                 | （設定無し）    | （設定無し）                       | （設定無し）   | クラーク郡                   | 790       |

## 註
1. ↑  QuickFacts. U.S. Census Bureau. 2020年.
2. ↑  OMB Bulletin No. 23-01, Revised Delineations of Metropolitan Statistical Areas, Micropolitan Statistical Areas, and Combined Statistical Areas, and Guidance on Uses of the Delineations of These Areas. Office of Management and Budget. 2023年7月21日.